# Alfons Stawski
Alfons Andrzej Stawski (ur. 1 stycznia 1945 w Zgniłobłotach) – polski pięściarz, medalista mistrzostw kraju, uczestnik igrzysk olimpijskich w Monachium (1972).
Na co dzień Stawski używa imienia Andrzej. Był zawodnikiem Unii Kędzierzyn, Górnika Radlin oraz w latach 1970–1977 Błękitnych Kielce. Dwukrotnie został mistrzem Polski w wadze półśredniej – po raz pierwszy w 1971, kiedy to w finale pokonał Józefa Krzywosza, zaś drugi raz rok później zwyciężając w decydującym o tytule pojedynku Piotra Osiaka. Ponadto dwukrotnie zdobył brązowy medal w krajowym czempionacie – w 1968 w wadze lekkopółśredniej i w 1970 w wadze półśredniej.
W listopadzie 1971 roku Stawski reprezentował Polskę w meczu międzypaństwowym z NRD, w którym odniósł zwycięstwo w walce z Peterem Spilskim. W marcu 1972 wygrał międzynarodowy turniej Czarne Diamenty, który odbył się w Katowicach – w finale pokonał Bogdana Jakubowskiego. Uczestniczył w igrzyskach olimpijskich w Monachium w 1972, w których przegrał w pierwszej rundzie z późniejszym brązowym medalistą, Kenijczykiem Richardem Murungą.
Ukończył studia w Akademii Wychowania Fizycznego w Warszawie. Po zakończeniu kariery zawodniczej był trenerem boksu, w latach 1979–1985 szkolił pięściarzy Błękitnych Kielce. Obecnie szkoli młodych pięściarzy klubu Rushh Kielce.